# Ganerbenburg
Eine Ganerbenburg ist eine meist größere Burganlage, die gleichzeitig von mehreren Familien oder Familienzweigen bewohnt und verwaltet wurde.

## Ganerbenburgen und Ganerbschaften

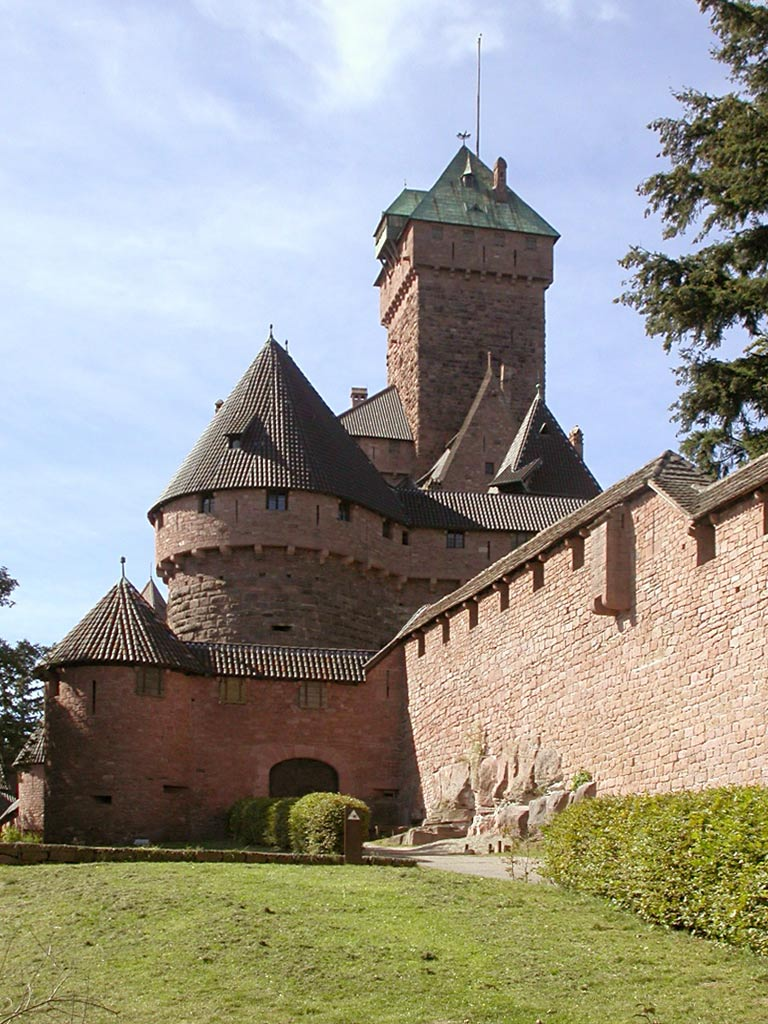
Eines der frühesten belegbaren Beispiele einer Ganerbschaft: die rekonstruierte Hohkönigsburg im Elsass

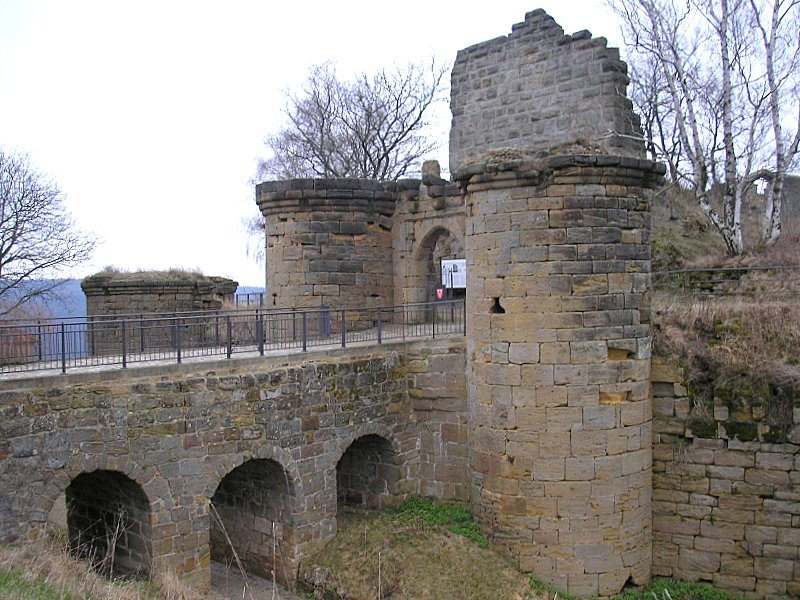
Eine der größten Burgruinen Frankens: die Burg Altenstein bei Maroldsweisach

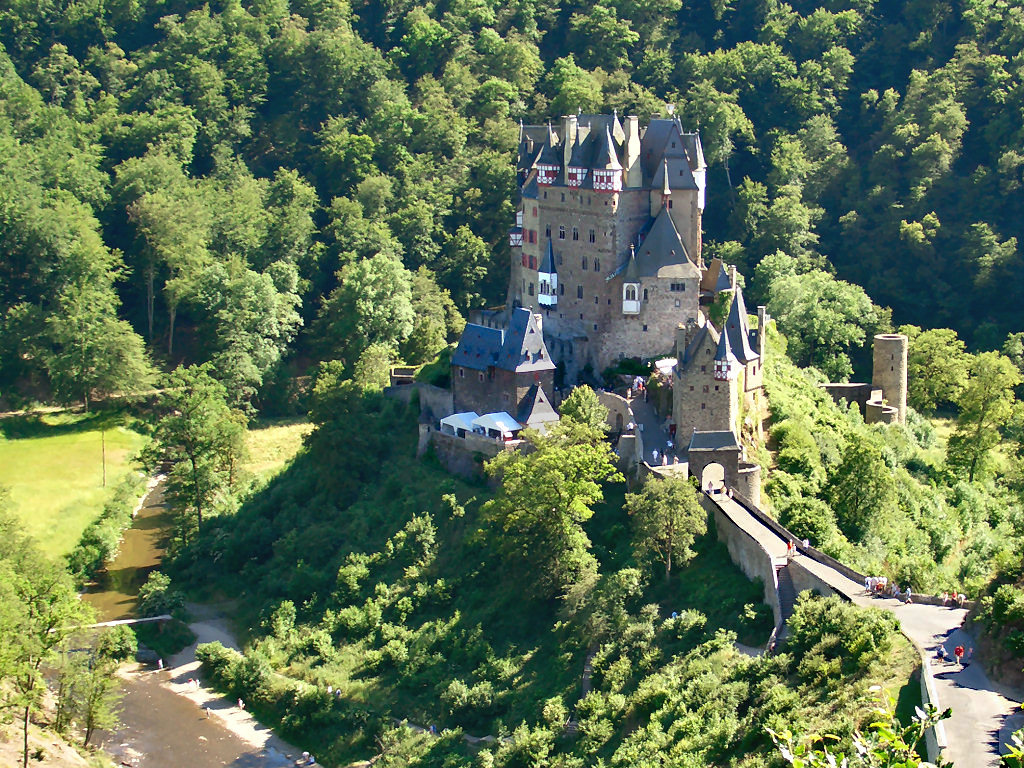
Die „Mehrfamilienburg“ Eltz an der Mosel

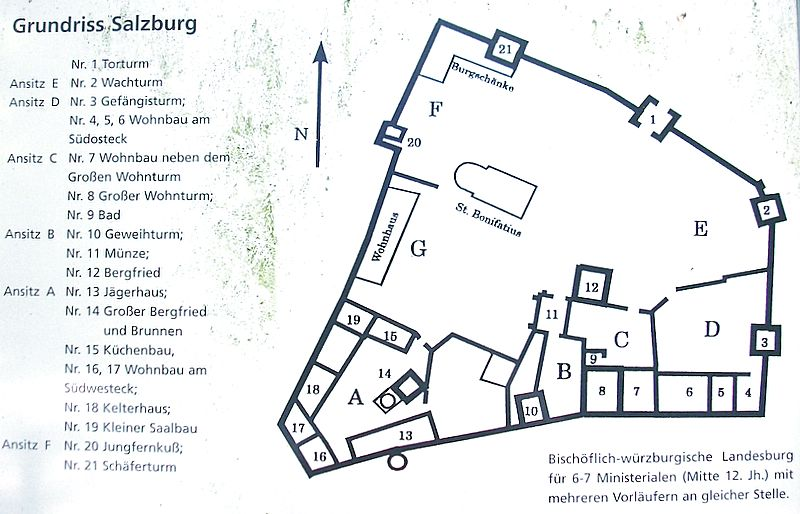
Der Grundriss der fränkischen Salzburg über Bad Neustadt

Ganerbenburgen entstanden oft durch Erbteilungen (Ganerbschaft). Jeder Familienzweig erbaute sich meist ein eigenes Wohngebäude innerhalb einer gemeinsamen Ringmauer. Manchmal wurden diese Wohnsitze zu regelrechten eigenständigen Burgen innerhalb der Gemeinschaftsburg ausgebaut.
Der Begriff erscheint bereits im 9. Jahrhundert als geanervo, worin die später zusammengezogenen beiden Präfixe („ge-an-Erbe“) noch gut erkennbar sind. Da das Präfix ge-, heute nur noch für Partizipien gebraucht, ursprünglich v. a. Gemeinschaft oder Beteiligung vermittelte, bezeichnet der Begriff somit die gemeinschaftlich an einer Erbschaft Teilhabenden (mittellateinisch cohaeres, Sg.). Ganerben erscheinen sowohl in Wolfram von Eschenbachs Versroman Parzival (um 1200) als auch im Sachsenspiegel, dem bedeutenden niederdeutschen Rechtskodex (fr. 13. Jh.). Erst im Verlaufe des Mittelalters engte sich der Begriff auf typischerweise adlige Burg- und Herrschaftsgemeinschaften ein. Historisch belegbare Ganerbschaften erscheinen erstmals im 13. Jahrhundert im Elsass (Hohkönigsburg, 1255), mit Burg Nassau an der Lahn und vor 1268 mit der Burg Eltz.
Die Burgen großer Feudalherren wurden oft von Anfang an als Ganerbenburgen geplant. Jedem „Burgmann“ oblag die Verwaltung und Verteidigung eines Burgabschnittes. Dies hatte zum einen praktische Gründe, zum anderen wollte der Hochadel die Machtfülle seiner „Dienstmannen“ begrenzen. Ein gutes Beispiel hierfür ist die fränkische Salzburg bei Bad Neustadt an der Saale, eine Lehensburg der Würzburger Bischöfe. Andere Ganerbenburgen entstanden durch Erbvertrag wie Burg Eltz oder durch gemeinsame Eroberung eines befestigten Platzes, den die Sieger unter sich aufteilten, oder durch Veräußerung von Burgteilen aus Geldnot oder Verpfändung eines Burgteiles. Das Schloss Oelber lag genau auf der Territorialgrenze zwischen dem Hochstift Hildesheim und dem Herzogtum Braunschweig-Lüneburg, sodass die beiden Landesherren ihre jeweilige Hälfte des Schlosses an zwei verschiedene Adelsfamilien als Lehnsnehmer vergaben, die dann ihre Hälften noch teilten, sodass das Schloss bis ins 18. Jahrhundert Sitz von vier Rittergütern mit entsprechenden Hofstellen und Landgütern war.
Andere „gewachsene Ganerbenburgen“ wurden manchmal mit Gewalt der Lehenshoheit mächtigerer Feudalherren unterworfen. Der Würzburger Chronist Lorenz Fries benennt in seiner Bischofschronik gleich drei solcher Beispiele. 1458 verweigerten etwa die Ganerben dem Bischof den Zugang zu ihrer Burg Steckelberg bei Schlüchtern und versuchten, die Befestigungsanlagen der Burg zu modernisieren. Bischof Johann III. von Grumbach konnte sich nach einer militärischen Auseinandersetzung schließlich durchsetzen. In der Fehde der Herren von Schauenburg mit Bernhard von Baden um die Schauenburg wiederum unterlag letzterer nach Belagerung vor Gericht.
Die mächtige Reichsstadt Nürnberg musste ab 1478 trotz eines kaiserlichen Mandates dulden, dass Pfalzgraf Otto II. von Mosbach die über Schnaittach gelegene Burg Rothenberg an eine Gemeinschaft aus 44 fränkischen Rittern verkaufte. Die Ritterschaft wollte hier offenbar ein starkes Bollwerk gegen die reiche bürgerliche Konkurrenz errichten, der man grundsätzlich misstraute. Bezeichnenderweise war auch dem Hochadel das Miteigentum verwehrt, unter den Ganerben wurden nur Mitglieder der wichtigsten fränkischen Niederadelsfamilien geduldet.

## Teilung von Burganlagen mittels Schiedsmauer
Im Jahr 1434 gelangte die Burg Lauterstein in den Besitz der Freiberger Patrizierfamilie von Berbisdorf. Die von Berbisdorf ließen 1497 die bisherige Herrschaft Lauterstein in Oberlauterstein und Niederlauterstein teilen, also eine Erbteilung vornehmen. Man teilte dabei auch die Burg Lauterstein, indem man in dieser eine „Schiedsmauer“ errichtete.

## Rechtliche Grundlagen
Eine rechtliche Voraussetzung zur Entstehung einer Ganerbschaft war die Belehnung zur „gesamten Hand“. Alle Lehensnehmer befanden sich also gleichberechtigt im Besitz des Lehens als hantgemal. Allen stand die gleiche Gewere am Erbe zu, man führte einen gemeinsamen Haushalt und bestimmte gegebenenfalls gemeinsame Amtleute und Richter.
Mit dem hantgemal waren besonders die gesellschaftlichen Privilegien und Standesvorrechte des Adels verbunden. Eine Ganerbschaft sicherte allen Familienmitgliedern diesen Sonderstatus zu und verhinderte ihren gesellschaftlichen Abstieg.
Mit zunehmender Anzahl der Miterben wurden jedoch Besitzanteile und Rechte festgelegt und zugewiesen. Nach außen trat die Gemeinschaft allerdings weiterhin geschlossen auf, die Teilung war also mehr ideeller Art. Den Anteil jedes Erben nannte man Marzahl. Die Anteile konnten hier unterschiedlich groß ausfallen. Als Mutschierung (früher auch Mutscharung genannt) bezeichnete man eine Teilung der Nutzungsrechte als interne Abmachung. Jeder Mitbesitzer konnte so eine eigene Wirtschaft führen, der Gesamtverband blieb jedoch erhalten.
Die Gesamtbelehnung wurde in einigen Territorien bis in das 15. Jahrhundert hinein praktiziert, danach handelte durchgehend ein Lehensmann als Gesamthänder.
Andere Ganerbschaften wurden erst durch Burgfriedensverträge begründet, etwa nach dem Ankauf oder der gewaltsamen Eroberung eines Besitzes. Solche Verträge konnten auch wieder aufgelöst werden. Die Ganerbschaft war ebenfalls beendet, wenn es einem Vertragspartner gelang, das gesamte Gut in seinen Besitz zu bringen.
Einigte man sich intern auf eine Realteilung des Gesamtbesitzes, erlosch die Ganerbschaft meist weitgehend. Diese „Totteilung“ (Watschar, Watschierung), ermöglichte jedem ehemaligen Teilhaber die uneingeschränkte Verfügung über seinen Besitzanteil. Er verlor aber im Gegenzug die Rechte am zurückgebliebenen Gemeinschaftsgut. Die Verteidigungsbereitschaft der Gesamtanlage musste allerdings weiterhin gewährleistet sein.
Das oft nicht ganz reibungslose Zusammenleben der Bewohner wurde im sogenannten Burgfrieden geregelt. Oft nutzten die Ganerben die zentralen Einrichtungen der Burgen gemeinsam, etwa den Bergfried oder die Burgkapelle. Die Gemeinschaft bestimmte meist einen der Burgmannen zum Baumeister und richtete eine Gemeinschaftskasse ein, aus der nötige Ausgaben zur Instandhaltung des Gesamtbesitzes finanziert wurden. Ähnlich wie eine moderne Eigentümergemeinschaft versammelte man sich jährlich zu einer Besprechung anstehender Probleme.
Der ursprüngliche Zweck der Ganerbschaft, der ungeteilte Erhalt eines Besitzes, ließ sich in der Praxis schon bald nicht mehr aufrechterhalten. Ganerbenburgen hatten manchmal bis zu 50, in Einzelfällen über 80 verschiedene Anteilseigner, die natürlich nicht alle auf der Burg Platz fanden. Im Falle einer Fehde musste der Angreifer genau darauf achten, dass er nur den Burgteil seines Feindes belagerte und die Rechte der neutralen Miteigner nicht verletzte.
Viele Ganerbschaften wurden im Nachmittelalter in Fideikommisse überführt. Ein Mitglied des Familienverbandes oder der Vertragsgemeinschaft war hier Inhaber des ungeteilten und unveräußerlichen Gesamtbesitzes, seine Verfügungsgewalt jedoch stark eingeschränkt.

## Verbreitung

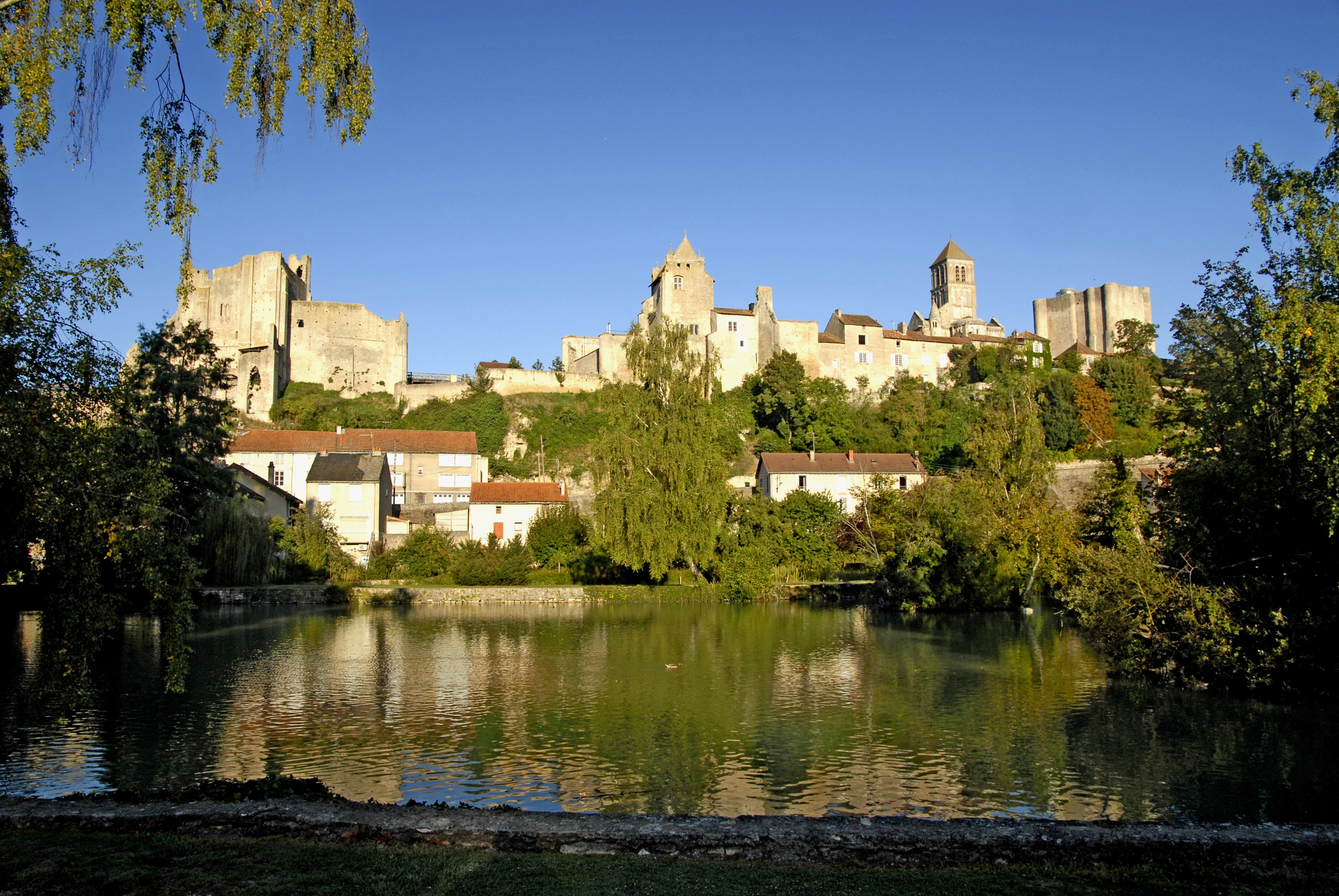
Die fünf Burgsitze der Oberstadt von Chauvigny

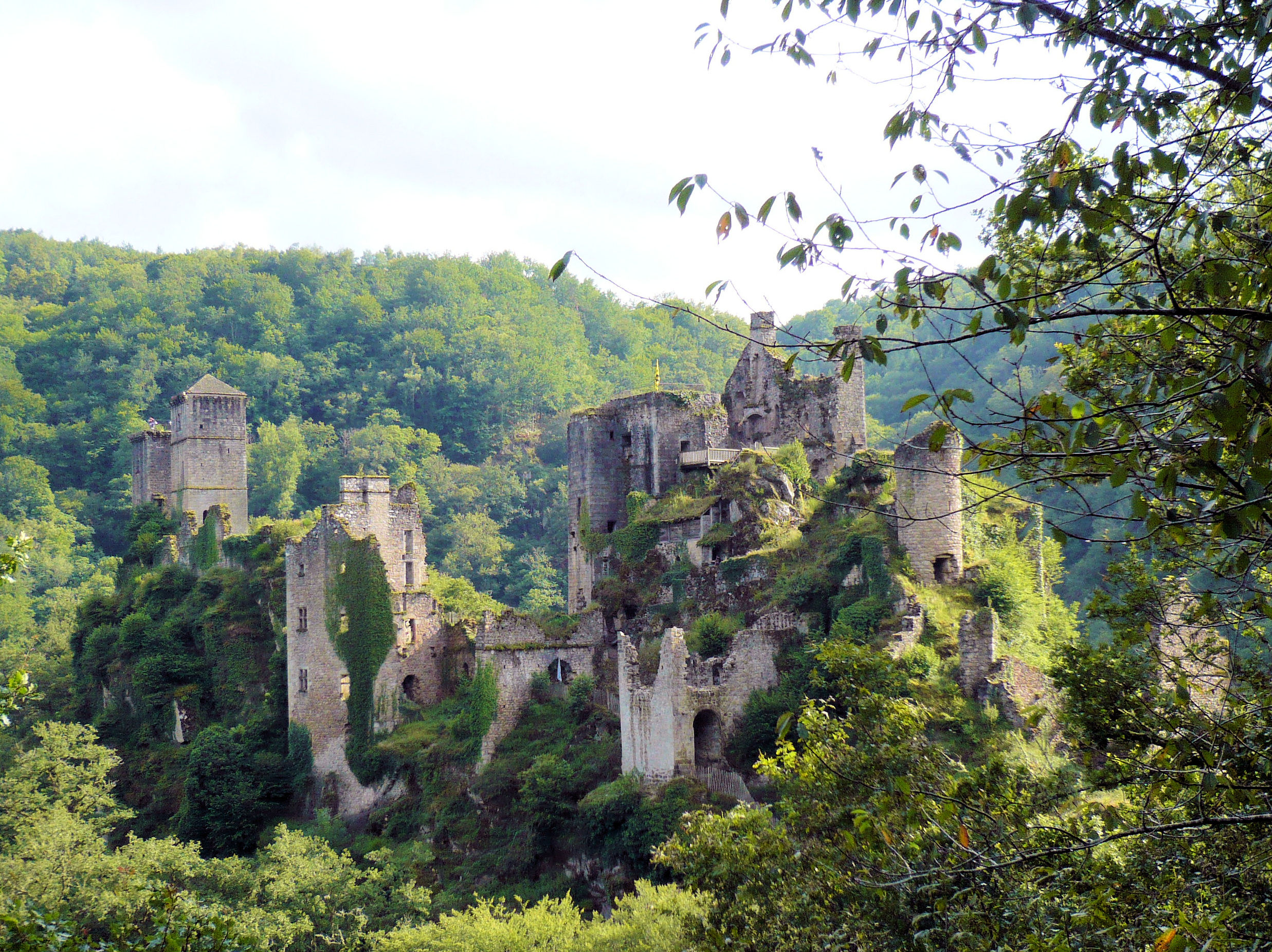
Die Tours de Merle im Limousin

Ganerbenburgen finden sich hauptsächlich in Mitteleuropa. In den territorial am stärksten zersplitterten Gebieten Franken, Hessen, dem Rheintal und Schwaben entstanden die meisten Ganerbenburgen. In Baden, Württemberg und dem Elsass war die Ganerbschaft ebenfalls stark verbreitet. In den Gebieten, in denen die Gesamtbelehnung bzw. „gesamte Hand“ wie zum Beispiel Schlesien, Mecklenburg, Holstein unüblich war, lassen sich keine Ganerbschaften nachweisen.
In Frankreich und England hingegen waren die großen Burganlagen in der Regel in den Händen einzelner mächtiger Feudalherren. Dies liegt vor allem an der von dortigen Verhältnissen verschiedenen Entwicklung des Lehnswesens in diesen Ländern. Einige Beispiele großer „Mehrfamilienburgen“ haben sich vor allem in Südfrankreich und dem Zentralmassiv erhalten. An erster Stelle sind hier die Tours de Merle (Saint-Geniez-ô-Merle, Département Corrèze) zu nennen. Ebenfalls im Limousin liegt die kleinere Burg Château de Saint-Hilaire et des Plas von Curemonte. Aber auch in Nord- und Zentralfrankreich entstanden durch Besitzteilung einige sehr große Burganlagen, wie etwa die riesige Burg Chauvigny (Département Vienne).
Bekanntestes Beispiel einer mitteleuropäischen Ganerbenburg ist die Burg Eltz an der Mosel. Hier errichteten die drei Linien drei getrennte Wohntürme, nutzten aber den Rittersaal und die Kapelle gemeinsam. Burg Vetzberg bei Gießen war im 14. Jahrhundert im Besitz von 34 Ganerben. 
Weitere Beispiele sind die Burg Lichtenstein, die Burg Altenstein und das Schloss Sternberg in Unterfranken, die Burg Wallenburg im Thüringer Wald, die Burg Windeck bei Bühl in Baden, die Burg Salzburg in Bad Neustadt an der Saale, die Burg Liebenstein am Rhein, die Burg Leonrod in Dietenhofen und die Burg Lindheim in der Wetterau.